# Rönnbäcken
Rönnbäcken (sydsamiska: Raavrhjohke (Rönnbäck)) är en by i Storumans kommun omkring 25 kilometer söder om Tärnaby vid Rönnbäckens utlopp i Rönnbäckssjön i vars närhet företaget Bluelake Mineral (Nickel Mountain fram till 2020) har ansökt om drift av tre nickelgruvor med dagbrott och ett anrikningsverk.